# Tarka (Níger)
Tarka es una comuna rural de Níger perteneciente a la región de Zinder. En 2012 tenía una población de 96 452 habitantes, de los cuales 48 552 eran hombres y 47 900 eran mujeres. Desde la reforma territorial de 2011, la comuna forma por sí misma uno de los diez departamentos de la región, bajo el nombre de Belbédji; antes pertenecía al departamento de Tanout.
Tarka era históricamente un valle habitado por nómadas, donde en 1943 los colonos franceses establecieron un cantón, convirtiendo a partir de entonces a la aldea de Belbédji en un centro administrativo de la zona. El norte de la comuna tiene una economía de pastoreo, mientras que el sur es agropastoral. El área está habitada principalmente por hausas, fulanis y tuaregs.
Se ubica unos 100 km al noroeste de la capital regional Zinder, sobre la carretera secundaria que lleva a Tahoua.